# 바이런 재니스

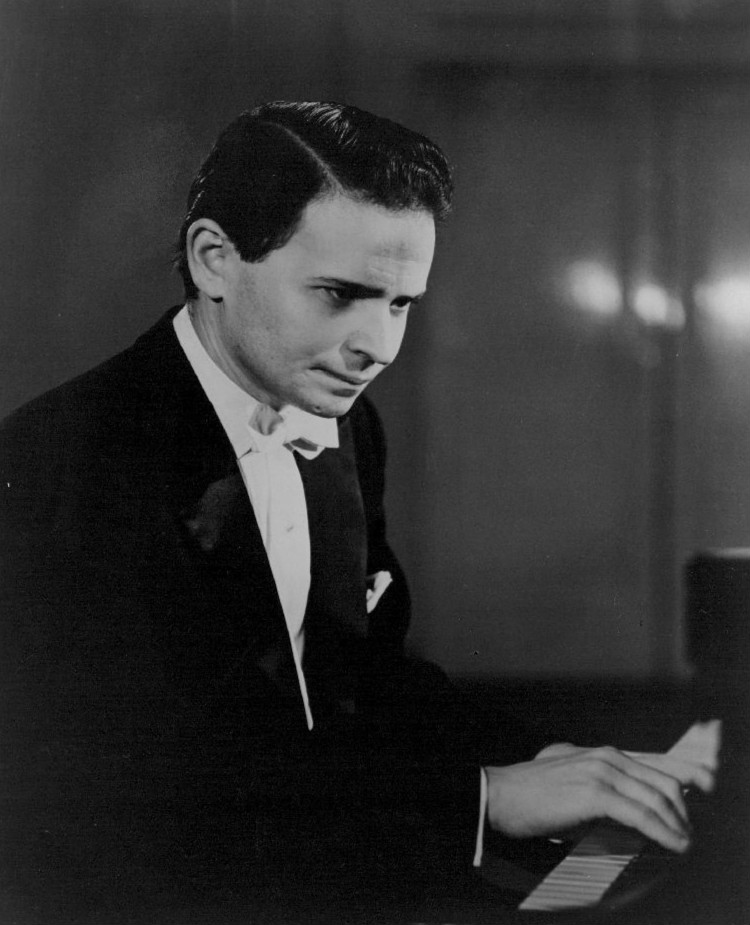

바이런 재니스(Byron Janis, 1928년 3월 24일~2024년 3월 14일)는 미국의 클래식 피아니스트, 음악가이다. 그는 RCA와 Mercury Records를 위해 여러 곡을 녹음했다. 그의 디스코그래피는 모차르트에서 라흐마니노프, 리스트에서 프로코피예프에 이르는 주요 피아노 협주곡을 포함하고 있다.
재니스는 8살이 될 때까지 Abraham Litow와 함께 공부했다. 블라디미르 호로비츠는 재니스가 피츠버그에서 라흐마니노프의 협주곡 2번을 연주하는 것을 듣고 즉시 그를 그의 첫 제자로 삼았다. 재니스는 1944년부터 1948년까지 호로비츠와 함께 공부했다.
재니스는 또한 작곡가였다. 그는 텔레비전 쇼를 위한 음악을 작곡했다.
1973년 재니스는 양손과 손목에 심한 관절염을 일으켰다. 1985년 처음으로 대중 앞에서 자신의 고충을 털어놓으며 관절염재단 초대 대사가 됐다.